# Heterocallia normata
Heterocallia normata là một loài bướm đêm trong họ Geometridae.